# برنلی
latitudeبرنلیlongitudeبرنلی
برنلی (به انگلیسی: Burnley) شهری در منطقهٔ منچستر-لیورپول کشور انگلستان است که این کشور خود بخشی از بریتانیا محسوب می‌شود. این شهر در سال ۱۹۹۱ میلادی ۷۴٫۶۶۱ نفر جمعیت داشته و در سرشماری سال ۲۰۰۱ جمعیت آن به ۷۳٫۰۲۱ نفر رسیده‌است. میزان رشد سالانهٔ جمعیت برنلی ‎-۰٫۲۵ درصد می‌باشد و جمعیت این شهر در سال ۲۰۱۲ به ۷۱٫۰۴۴ نفر تغییر یافت.